# سوسن علي تاور
سوسن علي تاور هي إذاعية سودانية ولدت في حي القبة شرق مدينة الابيض حيث درست بها الأساس والثانوى ثم التحقت بجامعة القاهرة فرع الخرطوم كلية الاداب بدات مسيرتها الإذاعية ببرنامج قوس قزح باذاعة الابيض ثم انتقلت إلى اذاعة الوحدة الوطنية (اذاعة السلام حالياً)) في حوش الإذاعة والتلفزيون بعد قبولها في جامعة القاهرة

## أشهر اعمالها
قدمت برنامج حروف متقاطعة في إذاعة الوحدة الوطنية ؛ثم عملت في الإذاعة السودانية حيث ارتبط اسمها ببرامج كثيرة منها (الناس والحياة ؛ منوعات ثقافية ؛ السودان اليوم ؛ دوائر مفتوحة )كما تالقت في تقديم النشرات الاخبارية والفترات المفتوحة ؛ومن أشهر برامجها على الهواء مع المذيعة المصرية برنامج (اغنيات) وهي أول مذيعة نطقت ب (هنا اذاعة ولاية هنا الخرطوم) مع الاستاذة الاعلامية محاسن سيف الدين وعلم الدين حامد وايضا كانت الإذاعة سوسن تاور أول مذيعة نطقت ب(هنا اذاعة وادي النيل من القاهرة والخرطوم)
وفي العام الماضي تم تعيين الاذاعية سوسن علي تاور كبيرة للمذيعين بالإذاعة السودانية جاء ذلك ضمن القرار الذي اصدره المدير العام للإذاعة والتلفزيون لقمان أحمد بفك الارتباط الإداري بين الإذاعة والتلفزيون والذي تم بموجبه فك الارتباط بين عدد من الادارات بالإذاعة والتلفزيون